# اندیس قره سفید
قره سفید یک اندیس فلزی است که در حوالی شهر مه چنگی استان خراسان قرار دارد و مادهٔ معدنی موجود در آن، سرب و روی است.  